# نسیم رضاخانی
نسیم رضاخانی (۱۳۵۳ تهران) دوبلور ایرانی است. وی از سال ۱۳۷۲ کار خود را با دوبله سریال، فیلم و انیمیشن آغاز کرد. او شاگرد خسرو خسروشاهی، ناصر
طهماسب و رفعت هاشم‌پور است.

## فعالیت‌ها
اجراهای رادیویی
- برنامه صدای عبرت
- صبح بخیر کوچولو

سریال‌ها
- روشن‌تر از خاموشی
- در جستجوی خوشبختی
- آینه آینه
- جواهری در قصر

فیلم‌ها
تلالو، دیگران (نیکلاس) و گلوریا، قول، کریمر علیه کریمر، پستچی، هندی غریبه، بیتا، باغبان، ما هنوز نمردیم، اسکناس جعلی، مردان کوچک، تعطیلات به یاد ماندنی، تولد، مگنولیا، بچه‌های واکسی، دو کلاهبردار و نصفی، مرد حصیری، مرد سیندرلایی، دور از بهشت، برفی دوست داشتنی، قدرت یکی شدن، چاقوی جیبی، زلزله، اتاق بی‌صدا، شهر اشباح، وحشت در بیشه، کوتوله.
کارتون‌ها
دیجیمون‌ها (ایزی)، نینجا ساسوکی (ساسوکی)، آرتور (باستر)، سفرهای علمی (رواندا)، زیگ و زاگ (زیگ)، سایمون در سرزمین نقاشی‌ها (سایمون)، کوچولوهای شیطون (چاکی)، افسانه یانگوم، توپولوها، مهمانی از فضا، شکارچی اژدها، گردون باغبون، گروه نجات، کربی.